# أيامنا الحلوة (مسلسل)
أيامنا الحلوة مسلسل سوري اجتماعي يسلط الضوء على حارة في أحد الأحياء العشوائية التي نمت في محيط دمشق حول أسرة فقيرة مكوّنة من أم وأبنائها الذكور الثلاثة والبنت الوحيدة: عماد (عبد المنعم عمايري) 25 سنة - صباح (باسل خياط) 23 سنة- أميمة (كاريس بشار) 20 سنة - فجر (رامي حنا)19 سنة. يسعون لسد احتياجاتهم وتحقيق طموحاتهم بماهو متاح لديهم من أدوات مع التركيز على حل مشاكل المستقبل لوقتها حيث تترك للمصادفة، الحظ، العبث، النزوة أو الواسطة… فعماد يعمل ليل نهار لتأمين مستقبله ويأمل أن يتخرج شقيقه الأوسط (صباح) من دراسة الحقوق بينما يضيع هذا الأمل بأنانية صباح وتفكيره بوسائل الصعود إلى الأعلى حتى وإن كانت بشريعة الغاب.

## طاقم العمل
- عبد الهادي صباغ (عصام)
- نادين خوري (عبير)
- عبد المنعم عمايري (عماد)
- باسل خياط (صباح)
- كاريس بشار (أميمة)
- يارا صبري (عايدة)
- أيمن رضا (صبحي)
- رامي حنا (فجر)
- ندين تحسين بك (نوال)
- نضال سيجري (الدكتور غزوان)
- ثراء دبسي (أم عماد)
- روعة ياسين (أم رياض)
- فادي صبيح (صفوان)